# Bartington
Bartington är en by i civil parishes Dutton och Little Leigh, i distriktet Cheshire West and Chester, i grevskapet Cheshire, i England. Byn är belägen 22 km från Chester. Bartington var en civil parish 1866–1936 när blev den en del av Dutton. Civil parish hade 64 invånare år 1931. Byn nämndes i Domedagsboken (Domesday Book) år 1086, och kallades då Bertintune.